# Platygonia detecta
Platygonia detecta är en insektsart som beskrevs av Young 1977. Platygonia detecta ingår i släktet Platygonia och familjen dvärgstritar. Inga underarter finns listade i Catalogue of Life.